# Sam Dekker
Sam Dekker is een personage uit de Nederlandse soapserie Goede tijden, slechte tijden. Ze verscheen voor het eerst op 22 december 2015, gespeeld door Stijn Fransen. Zij verliet de serie op 6 juni 2018. Op 24 december 2024 keerde ze tijdelijk terug.

## Biografie
Sam werd geboren in een dorp in de buurt van Vancouver, Canada. De ouders van Sam, Bill Norris en Linda Dekker zijn aangesloten bij een plaatselijke kerkgemeenschap. Sams vader Bill is streng gelovig en streeft ernaar dat zijn gezin zich inzet voor de kerkgemeenschap. Linda en Rover Dekker zijn eerder vanuit Canada verhuisd naar Meerdijk, om daar een nieuwe start te maken. Sam zit nog op kostschool, en kon daarom niet eerder meeverhuizen met haar moeder en broer. Nu Sam kerstvakantie heeft, vliegt ze direct over naar Nederland, om samen met haar moeder en haar broer de feestdagen te vieren. Sam vertelt haar moeder dat ze niet meer terug wil naar Canada, om daar haar school af te maken. Rover krijgt dan ook van Sam te horen, ze is namelijk op de kostschool in Canada geschorst.  Sam gaat vol voor haar sportcarrière maar krijgt geen steun van Linda. Ze besluit weg te gaan en woont een tijd bij Rik de Jong daar zoent ze tijdens een spel Twister Job Zonneveld en vertelt later aan iedereen dat hij haar heeft aangerand. Rikki de Jong herkent zich in Sam en zorgt ervoor dat het weer goed komt. Wanneer Sil Selmhorst terugkeert is Sam gelijk verliefd, maar zij is niet de enige. Amy Kortenaer vindt hem ook leuk en doet er alles aan Sam jaloers te maken. Tijdens een avond in Boks zoenen Sam en Sil in het bijzijn van Amy. Ook vertelt ze het verleden van Amy. Sam wint uiteindelijk de wedstrijd en zit bij de twee die door mogen. Voor Nina Sanders en Bing Mauricius gaan Job, Anna Brandt, Rover en Sam een caravan opknappen als huwelijkscadeau. Wanneer ze dit cadeau naar de bestemming willen brengen gaat het mis en ontploft de caravan terwijl Sacha Kramer hier nog in zit. Hierbij komt Sacha om het leven en belandt Sam tijdelijk in een rolstoel. Sam wordt verliefd op Olivier Lievens. Ze vraagt hem ten huwelijk. Ze trouwen op dezelfde dag als Anton Bouwhuis en Linda Dekker. Olivier Lievens is ongeneeslijk ziek. Hij krijgt euthanasie met behulp van Anton. Sam verhuist naar New York om daar een fotografie opleiding te volgen.  
In de aflevering van donderdag 15 april 2021 wordt Linda door Sam gebeld. Sam is ten huwelijk gevraagd door haar vriend Justin. Linda wil samen met Anton voor een paar maanden naar Amerika alleen Anton ziet dat niet zitten met zijn praktijk.
In december 2021 krijgt Sam van Ludo Sanders en Janine Elschot voor haar en Justin een ticket om de kerstdagen bij Anton en Linda te vieren op Bonaire.
Na ruim zes jaar keert ze terug naar Meerdijk. Wanneer Linda denkt dat er een zwerver op de woonboot van Luuk Bos slaapt appt ze Janine Elschot dat ze snel moet komen. Als ze een bak water over de “zwerver” heen gooit blijkt het Sam te zijn. Ze keerde vanuit Vancouver terug omdat haar ex Justin vreemd is gegaan. 